# Gisement néolithique de La Farguette
Le gisement néolithique de La Farguette est un site archéologique situé à Cavanac, en France.

## Localisation
Le site est situé sur la commune de Cavanac, dans le département français de l'Aude.

## Historique
L'édifice est inscrit au titre des monuments historiques en 1990.